# Allium huber-morathii
Allium huber-morathii är en amaryllisväxtart som beskrevs av Kollmann, Özhatay och Mehmet Koyuncu. Allium huber-morathii ingår i släktet lökar, och familjen amaryllisväxter. Inga underarter finns listade i Catalogue of Life.